# Mariagerfjord
Mariagerfjord est une commune du Danemark, située dans la région du Jutland du Nord. La commune comptait 42 055 habitants en 2019, pour une superficie de 792,92 km2.

## Politique

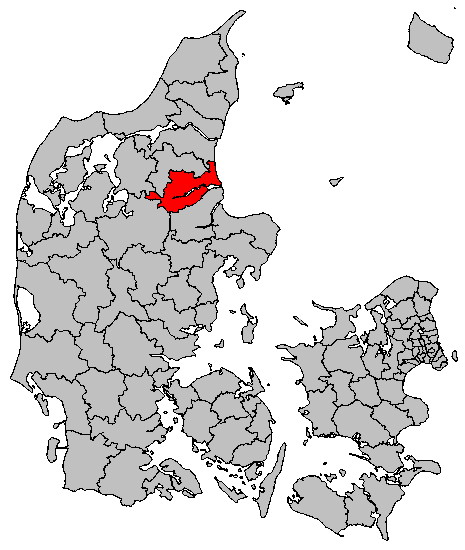
La commune de Mariagerfjord.

Elle a été formée lors de la réforme des municipalités de 2007 par la fusion des anciennes communes de Mariager (à l’exception de la paroisse de Havndal, rattachée à la commune de Randers dans le Jutland-Central), d’Arden, d’Hadsund, d’Hobro, du district scolaire d’Hvilsom de l’ancienne commune d’Aalestrup (celui d’Hvam allant dans la commune de Viborg du Jutland-Central), et de la paroisse d’Hannerupgård de l’ancienne commune de Nørager (le reste se rattachant à la commune de Rebild).
| Période                                     | Période  | Identité       | Étiquette        | Qualité |
| ------------------------------------------- | -------- | -------------- | ---------------- | ------- |
| 1er janvier 2007                            | En cours | Hans C. Maarup | Social-démocrate |         |
| Le mandat d’Hans C. Maarup a été reconduit. |          |                |                  |         |

La commune a reconduit le mandat du social-démocrate Hans C. Maarup pour le 1er janvier 2010 lors des élections communales du 17 novembre 2009, dont les résultats sont présentés dans le tableau suivant.
| Parti/liste                       | Voix  | %      | Sièges |
| --------------------------------- | ----- | ------ | ------ |
| Parti social-démocrate            | 9 392 | 42,5 % | 13     |
| Gauche radicale                   | 362   | 1,6 %  | 0      |
| Parti populaire conservateur      | 1 067 | 4,8 %  | 1      |
| Borgerlisten Mariagerfjord        | 555   | 2,5 %  | 1      |
| Parti socialiste populaire danois | 1 562 | 7,1 %  | 2      |
| Alliance libérale                 | 180   | 0,8 %  | 0      |
| Parti populaire danois            | 1 578 | 7,1 %  | 2      |
| Centerpartiet                     | 22    | 0,1 %  | 0      |
| Venstre                           | 7 285 | 32,9 % | 10     |
| Alliance rouge et verte           | 113   | 0,5 %  | 0      |